# Aero A-30
De Aero A-30 (ook wel bekend als A.30) is een Tsjechoslowaakse dubbeldekker lichte bommenwerper en verkenningsvliegtuig gebouwd door Aero in de late jaren ‘20. De A-30 was van oorsprong een poging om de prestaties van de A-11 te verbeteren, maar al snel evolueerde de A-30 naar een totaal ander toestel. De A-30 is in vergelijking met de A-11 een stuk groter en krachtiger. Een groot algemeen verschil tussen de A-30 en andere toestellen van Aero is dat de A-30 een groot verschil heeft in de lengtes van de onderste en bovenste vleugel.
De A-30 werd uiteindelijk geproduceerd als A-230. Prototypes werden aangeduid als A-130. De A-330 en A-430 hadden krachtigere motoren, maar zij werden nooit in serie geproduceerd. Wel werden ze gebruikt voor de ontwikkeling van de A-100.

## Specificaties
- Bemanning: 2
- Lengte: 10,00 m
- Spanwijdte: 15,30 m
- Vleugeloppervlak: 46,2 m2
- Leeggewicht: 1 420 kg
- Volgewicht: 2 375 kg

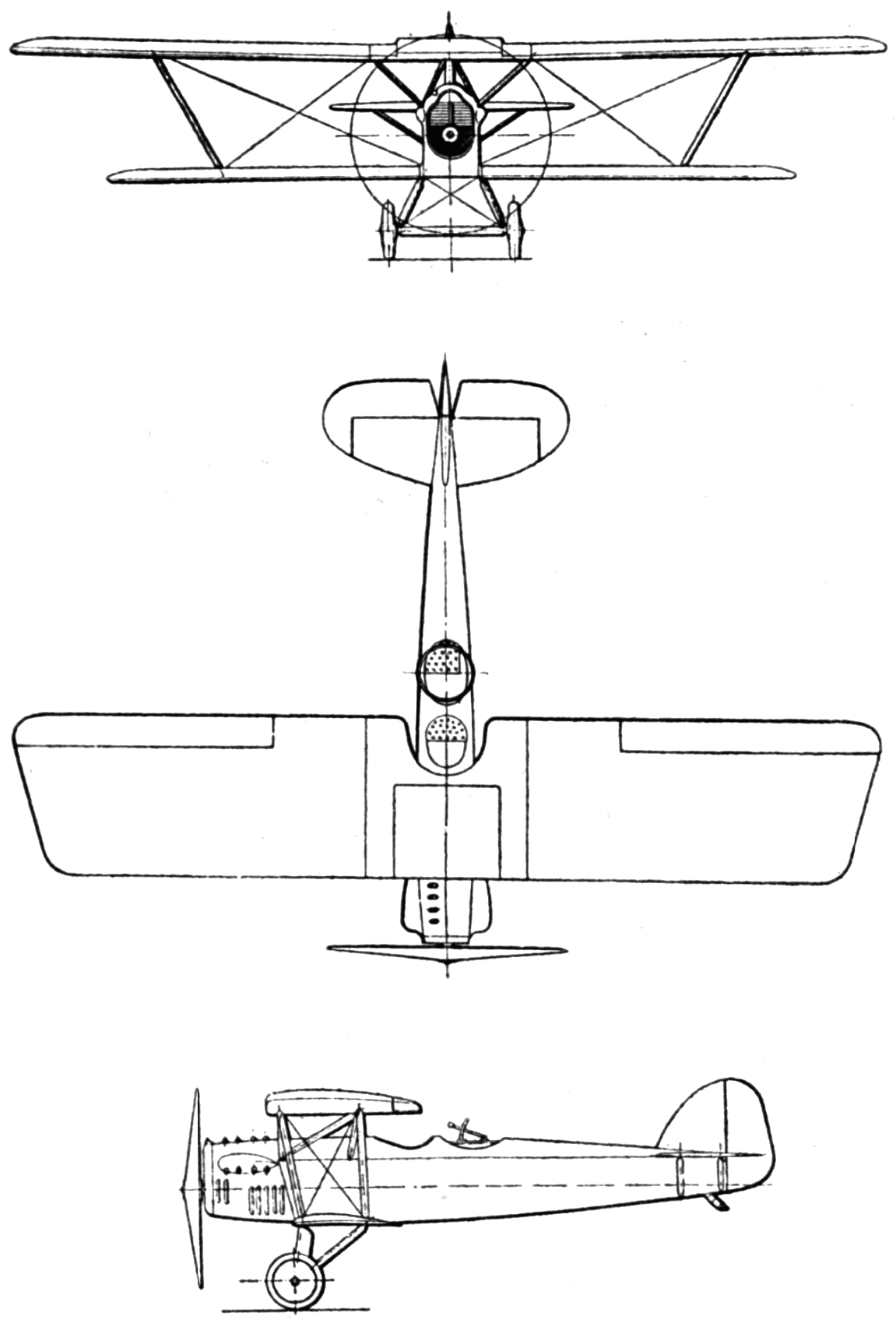
Aero A-230

- Motor: 1× Lorraine-Dietrich, 336 kW (450 pk)
- Maximumsnelheid: 198 km/h
- Plafond: 5 800 m
- Klimsnelheid: 185 m/min
- Bewapening:
  - 1× vooruit vurende .303 Vickers-machinegeweer
  - 2× .303 Lewis-machinegeweer in een draaibare houder
  - Tot 500 kg aan bommen

## Gebruikers
- Tsjechoslowakije